# Histoire du chemin de fer au Sri Lanka
 (janvier 2022).
Si vous disposez d'ouvrages ou d'articles de référence ou si vous connaissez des sites web de qualité traitant du thème abordé ici, merci de compléter l'article en donnant les références utiles à sa vérifiabilité et en les liant à la section « Notes et références ».
L'Histoire du chemin de fer au Sri Lanka a commencé avec le gouvernement colonial britannique en 1864 pour transporter du thé et du café de la région des hautes collines à Colombo .

## La première ligne, entre Colombo et Ambepussa
La construction du réseau ferroviaire a eu comme première étape la ligne principale de 54 kilomètres reliant Colombo et Ambepussa, à 45 km au nord de Colombo, dans la partie ouest du territoire. Des extensions à cette ligne principale ont été achevées en 1867, 1874, 1885, 1894 et 1924, pour relier successivement Kandy, Nawalapitiya, Nanu Oya, Bandarawela et Badulla.
Sir Guilford Lindsey Molesworth est devenu le premier ingénieur en chef et plus tard directeur général des chemins de fer du gouvernement. 

## La fondation de Sri Lanka Railways en 1858
La Sri Lanka Railways l'entreprise ferroviaire publique du Sri Lanka, fondée en 1858. L'entreprise a commencé en 1860 la construction du chemin de fer de Colomba à Kandy, sur une section montagneuse, qui avait été projeté par les Anglais entre Colombo et Kandy dès 1839. Il est construit par le gouvernement anglais, l'île de Ceylan étant alors une colonie britannique.
L'histoire se poursuit avec la Northern Line, une ligne ferroviaire sri-lankaise qui relie la capitale au nord du pays à traverser de vastes forêts. Un embranchement du chemin de fer de Colombo à Kandy, ouvert en 1867 pour la caféiculture, la même année que le canal de Suez, conduit de Péradénia à Gampola et à Nawala-Pilya.